# Chaos and Disorder (Album)
Chaos and Disorder (englisch; „Chaos und Unordnung“) ist das 18. Studioalbum des US-amerikanischen Musikers Prince, wobei er alle Songs arrangierte, komponierte und produzierte. Es erschien am 9. Juli 1996 bei dem Label Warner Bros. Records und ist das zweite Album, das er unter seinem unaussprechbaren Symbol als Pseudonym veröffentlichte; aufgrund von Differenzen mit Warner hatte er im Jahr 1993 seinen Künstlernamen abgelegt. Chaos and Disorder zählte zu dem laufenden Vertrag, den Prince 1992 mit dem Major-Label für sechs weitere Alben bis zum 31. Dezember 1999 verlängert hatte. Bei der Covergestaltung des Albums nimmt er Bezug auf seinen damaligen Streit mit Warner Bros. Records.
Die Musik wird vom Genre Rockmusik dominiert. Die Liedtexte handeln von Liebe, Spiritualität, Wollust sowie Vorwürfen gegen die Musikindustrie, was Prince‘ Streit gegen Warner widerspiegelt. Als Gaste wirken das Blechbläserquintett Hornheads und Sängerin Rosie Gaines mit. Weder Prince noch Warner veranstalteten nennenswerte Werbung für das Album; es konnte international keinen Gold- oder Platinstatus erreichen. Musikkritiker bewerteten Chaos and Disorder unterschiedlich; entweder wurde das Album sehr gelobt oder sehr negativ beurteilt. Eine Tournee zum Album spielte Prince nicht.
Am 13. September 2019 veröffentlichte The Prince Estate („Der Prince-Nachlass“) Chaos and Disorder erstmals auf Schallplatte, die in lilafarbenem Vinyl erhältlich ist.

## Entstehung
Alle elf Albumsongs nahm Prince zwischen Mai 1993 und April 1996 in seinem Paisley Park Studio in Chanhassen in Minnesota auf, wobei er parallel auch mit Aufnahmen zu seinem Album Emancipation beschäftigt war, das im November 1996 bei dem Major-Label EMI erschien. Zum größten Teil spielte Prince Chaos and Disorder mit seiner Begleitband The New Power Generation ein, doch die drei Songs Dig U Better Dead, Had U und I Rock, Therefore I Am nahm er allein auf.
Zannalee spielte Prince bereits im Mai 1993 ein, das Titelstück Chaos and Disorder und Right the Wrong Ende Oktober 1993. Die beiden Songs I Like It There und The Same December nahm er Ende 1994 auf, Dinner with Delores Mitte 1995. Das Aufnahmedatum von Dig U Better Dead ist der Öffentlichkeit nicht bekannt, aber vermutlich spielte Prince den Song Anfang 1996 ein. Die beiden Stücke I Will und Into the Light nahm er im Februar 1996 auf, Had U und I Rock, Therefore I Am einen Monat später.
Ende März 1996 flog Prince nach Miami in Florida, um dort seine damalige Ehefrau Mayte Garcia zu besuchen. Zudem überarbeitete er im April in den South-Beach-Studios das Titelstück, Dinner with Delores sowie Right the Wrong und stellte das Album Chaos and Disorder fertig. Anschließend erklärte Prince, er habe sich an dem Debütalbum Van Halen aus dem Jahr 1978 von der gleichnamigen Band orientiert, die ihr damaliges Album innerhalb von einer Woche aufgenommen hatten. „Das ist, was wir wollten – Spontaneität! Wir wollten sehen, wie schnell wir ein Album raushauen konnten“, sagte er. Die Stimmung von Chaos and Disorder beschrieb er als „laut und rau“ sowie „dunkel und unglücklich“, vergleichbar mit der aus dem Dezember 1987, als er das Black Album zurückzog.
Am 21. April 1996 – auf den Tag genau 20 Jahre vor seinem Tod – fand Mayte Garcia Prince bewusstlos auf dem Fußboden liegend in einem seiner Tonstudios im Paisley Park Studio. Neben ihm lagen vier leere Weinflaschen sowie eine leere Tablettenschachtel. Gemeinsam mit ihrer persönlicher Assistentin Arlene Mojica fuhr Garcia Prince ins Fairview Southdale Krankenhaus in Edina in Minnesota, wo Mojica zuvor anrief. Auf die Frage des Arztes, ob er einen Suizid-Versuch unternommen habe, verneinte Prince dieses. Er habe in den vergangenen Monaten über Herzklopfen gelitten und wollte diese Beschwerden durch Alkohol- und Tabletten-Einnahme beenden. Er wurde stationär aufgenommen, entließ sich aber bereits am Folgetag und wurde von Mojica nach Hause gefahren. Ob eventuelle Stressfaktoren ursächlich für die Beschwerden von Prince waren, wurde öffentlich nicht bekannt gegeben.
Prince betrieb für Chaos and Disorder sehr wenig Musikpromotion; er absolvierte keine Tournee zum Album, produzierte nur ein Musikvideo gezielt für die Albumveröffentlichung, gab lediglich zwei Interviews und trat zwei Mal im US-amerikanischen Fernsehen auf.

## Vertragsinhalte
Ursprünglich hatte Prince am 31. August 1992 seinen laufenden Vertrag bei Warner Bros. Records für sechs weitere Alben bis zum 31. Dezember 1999 verlängert. Zu diesem Vertrag zählten die drei bereits erschienenen Alben Love Symbol (1992), Come (1994) und The Gold Experience (1995). Es fehlten also noch drei weitere Alben, doch dieses wollte Prince verhindern. Das Black Album (1994) und der Soundtrack Girl 6 (1996) zum gleichnamigen Kinofilm von Regisseur Spike Lee zählten nicht zum Warner-Vertrag.
Am 26. April 1996 traf sich Prince mit Führungskräften von Warner Bros. Records in Los Angeles in Kalifornien, um den abgeschlossenen Vertrag aus dem Jahr 1992 abzuändern. Bei den damaligen Verhandlungen wurde er von dem Rechtsanwalt L. Londell McMillan (* 1966) unterstützt. Gemeinsam wurde ein Abfindungsvertrag ausgearbeitet, in dem Prince bereits nach zwei und nicht wie zuvor vereinbart nach drei Studioalben aus dem Vertrag mit Warner aussteigen konnte. Warner unterzeichnete den Abfindungsvertrag aber nur unter der Bedingung, dass er auf Vorauszahlungen für die beiden noch ausstehenden Alben verzichten müsse. Zudem erhielt er fortan weniger Tantiemen für die Songs, die er in der Zeit für Warner Bros. Records aufgenommen hatte, als der ursprünglich ausgehandelte Vertrag von 1992 vorsah. Die Rechte an den Masters von den Songs, die Prince für Warner aufnahm, bekam er damals aber noch nicht, sondern erst im Jahr 2014. Ferner musste er seine Zustimmung dafür geben, Warner in der Öffentlichkeit nicht weiter zu beleidigen oder zu beschimpfen. Abgesehen von den beiden noch ausstehenden Studioalben musste Prince zusätzlich zwei Greatest-Hits-Alben abliefern, was im Jahr 2001 mit The Very Best of Prince und 2006 mit Ultimate auch passierte.
Unmittelbar nach dem sich Prince mit den Warner-Führungskräften geeinigt hatte, übergab er ihnen, noch am 26. April, Chaos and Disorder und The Vault … Old Friends 4 Sale – im August 1999 veröffentlicht – als noch ausstehende Studioalben. Beide präsentierte er mit bereits fertiggestelltem Artwork und mit endgültiger Tracklist, sodass Warner keinen Einfluss mehr ausüben konnte. Verschiedene Warner-Führungskräfte waren über diese Tatsache wütend; „Er vermittelte den Eindruck: Entweder ihr nehmt das, oder ihr könnt mich mal“, sagte einer der Angestellte. Die vorherrschende Stimmung bei Warner war, dass Prince dem Unternehmen absichtlich schwächeres Material zukommen ließ und somit seinen laufenden Vertrag auf eine halbherzige Art und Weise erfüllte.
Bob Merlies, damaliger Vizepräsident von Warner Bros. Records, reagierte jedoch gelassen und meinte gegenüber der Los Angeles Times: Prince könne „einen Vertrag mit einer anderen Plattenfirma abschließen. Wenn er woanders glücklicher ist, wollen wir keinen Streit mehr mit ihm haben.“ Außerdem sagte Merlis: „Er möchte mehr Alben veröffentlichen, als unser Vertrag beinhaltet; er will einen anderen Vertrag, einen, der zum Gegenteil von gut funktionierenden Geschäftspraktiken führt. Letzten Endes sind wir einig gewesen, dass sich unsere und seine Vorstellungen nicht decken.“
Am 2. Juli 1996 fand die Aufzeichnung zur Late Show with David Letterman statt, in der Prince mit The New Power Generation Dinner with Delores live spielte. Nachdem er den Song beendet hatte, rief er laut „Free TLC!“ ins Mikrofon. Damit meinte er die Band TLC, die sich zur damaligen Zeit ebenfalls in einem Streit mit ihrer Schallplattenfirma befand. Prince’ Auftritt wurde am 8. Juli ausgestrahlt. Das zweite Mal trat er am 9. Juli im US-amerikanischen Fernsehen auf, dem Veröffentlichungstag von Chaos and Disorder. Diesmal war er mit The New Power Generation Gast in der Today Show, die 8:45 Uhr morgens vor den NBC Studios am Rockefeller Center live ausgestrahlt wurde. Er sang die Songs Dinner with Delores und Zannalee. Bei diesem Auftritt zeigte sich Prince zum letzten Mal mit dem Wort „Slave“ („Sklave“) auf seiner Wange in der Öffentlichkeit – seit dem Jahr 1994 war genanntes Wort gewöhnlich bei öffentlichen Auftritten von ihm auf der Wange zu lesen. Eine Woche nach dem Auftritt sagte Prince in einem Interview: „Ich war zuvor verbittert, aber jetzt habe ich mein Gesicht gewaschen. Ich kann nun einfach weiter machen. Ich bin frei.“ Letztendlich stand er zwar noch bis zum 31. Dezember 1999 bei Warner Bros. Records unter Vertrag, stellte aber seine Aktivitäten für das Unternehmen ab Mitte Juli 1996 nahezu komplett ein.

## Gestaltung des Covers
Prince’ damaliger Streit mit Warner Bros. Records spiegelt sich auch in der Covergestaltung vom Booklet des Albums wider. Zusammen mit dem Artdirector und Fotograf Steve Parke (* 1963) entwarf er mit Hilfe eines PCs und Fotokopien verschiedene Fotomontagen. Auf der Vorderseite des Booklets ist eine durch einen Schuhsohlenabdruck zersplitterte Schallplatte zu sehen. Im Label ist Prince’ Auge mit einer Träne vorhanden. Im Innencover sind insgesamt sieben Fotos zu sehen; ein Bild zeigt eine Spritze mit eingerollten Dollarnoten. Aus der Nadelspitze tropft Blut, das auf einem Tonband landet, welches in einem Regal mit Master Tapes gelagert ist. Ein anderes Bild zeigt ein Herz, das in einer Toilette liegt. Auf fünf weiteren Bildern sind Awards, Goldene Schallplatten, Gitarren und ein Tresor zu sehen. Außerdem ist im Innencover eine Streichholzschachtel mit abgebrannten Streichhölzern zu finden, die Streichholzschachtel trägt in roten Buchstaben den Namen „chaos and disorder“. Eine Bibel mit den Initialen „P.R.N“ – für „Prince Rogers Nelson“ stehend – ist auf der rechten Seite des Innencover zu sehen.
Auf der Rückseite des Booklets sind brennende Rosen und eine Rasierklinge zu sehen. Zudem ist der Satz „Originally intended 4 private use only, this compilation serves as the last original material recorded by O(+> 4 warner brothers records“ („Ursprünglich nur für den privaten Gebrauch gedacht, ist diese Zusammenstellung das letzte Originalmaterial, das O(+> für Warner Brothers Records aufgenommen hat.“) zu lesen. Steve Parke sagte, das Cover und das Booklet sei bewusst so gestaltet worden, wie es veröffentlicht wurde.

## Musik und Liedtexte
Die Musik ist vorwiegend dem Genre Rockmusik zuzuordnen und klingt insgesamt rau und spontan eingespielt, womit das Album auch in den Indie-Rock-Bereich eindringt. Die meisten Songs werden von E-Gitarren dominiert, ausgearbeitete Arrangements und Produktionstricks sind spärlich vorhanden, Synthesizer sind kaum zu hören. Soundeffekte sind lediglich in den Songs Chaos and Disorder, Right the Wrong und Zannalee zu vernehmen. Abgesehen von Rockmusik sind mit Dig U Better Dead und I Rock, Therefore I Am zwei tanzorientierte Songs vorhanden, die sich produktionstechnisch von den anderen Albumsongs radikal unterscheiden und einen ausgefeilteren Sound und Drumcomputer präsentieren.
Die Liedtexte handeln von Liebe, Spiritualität und Wollust. Außerdem thematisiert Prince Vorwürfe gegen die Musikindustrie, was auf seinen damaligen Streit gegen Warner Bros. Records interpretiert werden kann. Er singt melodisch vertont und ist auch in dem für ihn typischen Falsettgesang zu hören. Zudem wirkt Rosie Gaines in einigen Stücken mit sowie die aus Minneapolis stammenden Rapper Scrap D. und Steppa Ranks, die in I Rock, Therefore I Am mit entsprechenden Parts vertreten sind. Die Hornheads (als NPG Hornz) spielen Blechblasinstrumente in I Rock Therefore I Am, I Will, Into the Light und Right the Wrong.
1. Chaos and Disorder
Das Titelstück ist eine von gitarrengetriebene Rocknummer mit einem markanten Gitarrenriff. Zudem ist es von Funk beeinflusst. Prince fügte Soundeffekte wie aufgenommenes Radio-Geplapper, atonale Keyboard-Motive und gelegentliche Schreie hinzu, was ein Delirium verstärkt. Im Liedtext bezeichnet sich Prince selbst als „No-Name-Reporter“ und schildert einen Zusammenbruch der modernen Gesellschaft. Er beschreibt eine Reihe gesellschaftlicher Probleme, bietet aber keine Lösungen.[22]
2. I Like It There
Der Song ist dem Genre Pop-Rock im Stil der 1960er zuzuordnen, wobei Prince‘ Gitarrespiel im Vordergrund steht. Es existieren aber kaum instrumentale Overdubs; beispielsweise wechselt Prince beim Gitarrensolo in der Mitte des Songs vom Rhythmus- zum Leadgitarrenspiel, anstatt Overdubbing bei der Leadgitarre anzuwenden. Der Liedtext beschäftigt sich mit Wollust und ist eine Feier des Verliebtseins. Prince beschreibt, wie sehr er es genießt, auf dem „himmlischen Körper“ seiner Geliebten zu liegen.[2]
3. Dinner with Delores
Das Stück ist aus dem Genre Adult Contemporary und hebt sich musikalisch mit seinem markanten, sanftem Gitarrenspiel und den leicht jazzigen Harmonien vom Großteil des Albums ab. Im Liedtext beschreibt Prince eine Begegnung mit einer sexuell unausgefüllten Frau namens Delores, die er als „eine Art Hure“ bezeichnet.[2][18]
4. The Same December
Der Song ist ein komplexeres Rockstück mit einigen Tempowechseln und verschiedenen musikalischen Abschnitten, wobei der erste Teil der Melodie an Prince’ Song 4 the Tears in Your Eyes aus dem Jahr 1985 erinnert. Der Liedtext handelt von kryptischer Theologie und beschäftigt sich mit der Notwendigkeit, aufgeschlossener zu sein und die Dinge nicht mehr nur schwarz-weiß zu sehen.[22]
5. Right the Wrong
Der Track ist ein von Country- und Western-Rock beeinflusster Song. Der Liedtext behandelt gesellschaftspolitische Themen und bedient sich dabei narrativer Erzählweise. Prince schildert, wie eine Indianerin ihren Großvater in den Black Hills im Westen South Dakotas und Osten Wyomings begräbt, einer Region, die 1868 dem Siouxstamm zugesprochen wurde. Das Land wurde ihnen jedoch einige Jahre später wieder weggenommen, als dort Gold entdeckt wurde. Prince fordert die Menschen auf, die Missstände der Vergangenheit zu korrigieren. Der Liedtext wird von Elementen wie Stammestrommeln begleitet.[22][23]
6. Zannalee
Der vom Genre Bluesrock angehauchte Song entwickelt sich um eine energiegeladene Gitarrenphrase, die an Jimi Hendrix erinnert. Im Liedtext wird die Polizei wegen Ruhestörung alarmiert, weil Prince sich mit zwei Frauen – mit Namen Zannalee und ihre Schwester Fendi – vergnügt.[2][23]
7. I Rock, Therefore I Am
Der Song unterscheidet sich deutlich von den anderen Albumstücken und stammt aus den Genres Funk, Rock und Ragga. Das tanzorientierte Stück basiert auf einer akzentuierten Basslinie und bietet Mitsing-Refrain. Im Liedtext beschäftigt sich Prince mit künstlerischer Integrität; er thematisiert die Unehrlichkeit, die er im Musikgeschäft erlebt hat. Außerdem braucht er keine Vorschläge von Anderen, was seine Kleidung oder Frisur betrifft. Die Rapper Scrap D und Steppa Ranks ermutigen unter anderem weibliche Zuhörer dazu, ihre Brüste zu zeigen. Rosie Gaines singt in markanter Moll-Tonalität. Der Songtitel ist eine spielerische Abwandlung von dem Zitat „Je pense, donc je suis“ („Ich denke, also bin ich“) des französischen Philosophen René Descartes, das er im Jahr 1637 in seinem autobiographischen Werk Discours de la méthode erwähnt und 1644 auf Lateinisch als „Cogito ergo sum“ ausgedrückt wurde.[23][24]
8. Into the Light
Das Stück entwickelt sich von einer sanften Klavierphrase zu einem Rocksong, begleitet von einem prägnanten Refrain und einem Saxophonsolo. Der spirituelle Liedtext konzentriert sich auf das Leben nach dem Tod und die Seele. Dabei ließ sich Prince von dem Buch Embraced by the Light (1992) der Schriftstellerin Betty Eadies (* 1942) inspirieren, das sie über ihre Nahtoderfahrung schrieb. Prince fordert die Menschen auf, ihren Geist zu öffnen, um die Herrlichkeit des Göttlichen zu spüren.[22]
9. I Will
Der Track formt sich um die zentrale Klavierphrase von Into the Light und Prince singt den Liedtext grüblerisch und verträumt wirkend. I Will und Into the Light gehen nahtlos ineinander über und klingen fast wie eine einzige Komposition.[2]
10. Dig U Better Dead
Ähnlich wie I Rock, Therefore I Am ist Dig U Better Dead ein tanzorientiertes Stück aus dem Genre Funk, jedoch mit minimalistischen Techno-Elementen angehaucht. Der Song basiert ebenfalls auf einer akzentuierten Basslinie mit Mitsing-Refrain. Der gospelartige Leadgesang von Prince erinnert zuweilen an We March von The Gold Experience. Im Liedtext ermahnt er, sich negativen, zynischen und egoistischen Menschen zu widersetzen, was als Anspielung auf seinen damaligen Streit mit Warner Bros. Records interpretiert werden kann; beispielsweise singt er: „In der einen Minute bist du heiß begehrt. Sagt man aber die Wahrheit, bist du auf einmal nichts mehr“.[18][22][23]
11. Had U
Der letzte Albumsong kann als Klagelied bezeichnet werden. Had U ist eine langsame Nummer, die auf Synthesizer und einigen ungewöhnlichen Akkordwechseln baut. Der Liedtext besitzt einen sarkastischen Unterton und Prince schildert verbittert eine Beziehung, die er ausschließlich mit zwei Worten beschreibt. Zu Beginn beschreibt er sein Glück, doch seine Gefühle wandeln während der einzelnen Phasen zu einer ultimativen Enttäuschung und endet mit den Worten „Fuck You“. Dieses Schimpfwort wurde von Fans und Musikkritiker direkt an Warner Bros. Records interpretiert. Während Prince sein Debütalbum For You (Für Dich) nannte und im gleichnamigen Titelstück unter anderem die Textzeile „All dies und mehr ist für dich“ singt, endet er auf dem Album Chaos and Disorder mit dem Song Had U (Hatte Dich).[3][18][21][24]

## Titelliste und Veröffentlichungen
| 1                            | Chaos and Disorder     | 4:20 |
| 2                            | I Like It There        | 3:15 |
| 3                            | Dinner with Delores    | 2:46 |
| 4                            | The Same December      | 3:24 |
| 5                            | Right the Wrong        | 4:39 |
| 6                            | Zannalee               | 2:43 |
| 7                            | I Rock, Therefore I Am | 6:15 |
| 8                            | Into the Light         | 2:46 |
| 9                            | I Will                 | 3:36 |
| 10                           | Dig U Better Dead      | 4:40 |
| 11                           | Had U                  | 1:26 |
| Spieldauer: 39:14 min.       |                        |      |
| Autor aller Songs ist Prince |                        |      |

Chaos and Disorder wurde am 9. Juli 1996 veröffentlicht. Das Album erschien auf CD und MC, später auch als Download. Am 13. September 2019 brachte The Prince Estate Chaos and Disorder auf LP im ausschließlich lilafarbenen Vinyl heraus, zudem ist die CD im Digipak erhältlich, was zuvor nicht der Fall gewesen ist.

### Singles
Von dem Album wurde mit Dinner with Delores nur eine Single ausgekoppelt, die am 12. Juni 1996 ausschließlich als Promo-Tonträger an US-Radiostationen geschickt wurde. Als Single war der Song in den USA aber nicht käuflich zu erwerben. Erst am 29. Juli 1996 wurde Dinner with Delores als Single veröffentlicht, allerdings nur in Deutschland, Großbritannien und in Japan. Als B-Seite dient Right the Wrong.

### Musikvideos
Prince produzierte mit The Same December, Zannalee, I Like It There und Dinner with Delores vier Musikvideos zu den Albumsongs. Bereits Ende 1994, also knapp zwei Jahre vor der Albumveröffentlichung, ließ er The Same December und Zannalee drehen, ein Jahr später I Like It There. Alle Videos finanzierte Prince auf eigene Kosten. Genannte Musikvideos wurden aber nicht an Fernsehstationen geschickt und dienten auch nicht zur Promotion des Albums Chaos and Disorder.
Am 8. November 1994 produzierte Prince in seinem Paisley Park Studio ein Video zu The Same December, das seinen damaligen Konflikt mit Warner Bros. Records darstellt; Keyboarder Morris Hayes verkörpert einen Executive Officer, der Prince in einem Konferenzraum dazu zwingt, einen Schallplattenvertrag zu unterschreiben. Der Executive Office wird schließlich mit Geld aus Prince’ Aktenkoffer bezahlt. Am Ende des Videos kehrt Prince aber mit zwei Bodyguards zum Konferenzraum zurück und lässt den Executive Officer aus dem Gebäude des Paisley-Park-Komplexes hinauswerfen. Während der Rahmenhandlung wird mehrfach ein Auftritt von ihm, Mayte Garcia und The New Power Generation gezeigt, wie diese The Same December im Paisley Park Studio vortragen. Anlässlich der Veröffentlichung von Chaos and Disorder im Juli 1996 wurde das Musikvideo im Juni dezent überarbeitet, indem digital animierte Schallplatten gegen Wände schleudern und zersplittern.
Am 22. Dezember 1994 produzierte Prince im Paisley Park Studio das Musikvideo zum Song Zannalee, der in der leicht abgeänderten Originalversion zu hören ist. Im Video wird er mit den zum Verwechseln ähnlich aussehenden jungen Frauen „Fendi“ und „Zannalee“ in einer schwarzen Limousine durch Minneapolis zu seiner Villa chauffiert. Er lädt die beiden zum Essen ein, gemeinsam trinken sie Sherry, schauen einen Film an und spielen anschließend Poolbillard. Danach gehen die Frauen in sein Schlafzimmer. Prince folgt wenig später und findet die beiden schlafend in seinem Bett vor. Während der Rahmenhandlung sind mehrfach Filmszenen eingeschoben, in denen Prince mit Bassist Sonny Thompson und Schlagzeuger Michael Bland den Song in einem Studio spielen.
Im Oktober 1995 ließ Prince im Paisley Park Studio ein Musikvideo zu I Like It There drehen. Auf seiner Wange steht der Begriff „Slave“ und er trägt den Song vor, wobei er erneut nur von Michael Bland und Sonny Thompson begleitet wird. Wenn Prince nach 59 Sekunden die Textzeile „I hope you’re digging me too“ singt, hebt er für ungefähr einer Sekunde den Mittelfinger und zeigt diesen in die Kamera. Zudem sind während des Auftritts für kurze Zeit Skulpturen von nackten Körpern zu sehen und das Musikvideo ist insgesamt in einem rötlichen Farbton gehalten. Aber erst im Jahr 2003 veröffentlichte Prince das Video, und zwar auf seiner damaligen Website als Stream.
Erst am 20. Mai 1996 produzierte Prince mit Dinner with Delores gezielt ein Musikvideo zur bevorstehenden Albumveröffentlichung von Chaos and Disorder. Das Video wurde in Los Angeles gedreht und konnte erstmals am 7. Juni 1996, dem 38. Geburtstag von Prince, auf der Homepage von Warner Bros. Records angesehen werden. Im Musikvideo wird die Handlung vom Liedtext erzählt; eine sexuell unausgefüllte Frau mit Namen Delores sehnt sich nach einem Liebhaber. Als Prince ihr Angebot nach Sex ablehnt, versucht Delores eine Frau in einer Diskothek zu verführen. Doch als auch dieser Versuch scheitert und Prince zudem ein neuerliches Angebot von ihr ablehnt, geht Delores am Ende des Videos niedergeschlagen weg. Regisseur des Low-Budget-Videos war Giorgio Scali. Der Name von der Schauspielerin, die „Delores“ verkörpert, ist öffentlich nicht bekannt.

### Coverversionen
Lediglich eine Coverversion ist vom Album bekannt; im Jahr 2008 nahm der Norweger Egil Hegerberg (* 1970) mit seiner Punkband Bare Egil Band eine neue Version des Titelstücks auf.

## Mitwirkende

### Musiker
Alle Songs wurden von Prince arrangiert, komponiert, produziert und vorgetragen. Zudem spielte er alle Musikinstrumente selbst ein, wobei folgende Personen die Aufnahmen ergänzten:
- Hornheads (als NPG Hornz) – Baritonsaxophon, Posaune, Tenorsaxophon, Trompete in I Rock Therefore I Am, I Will, Into the Light, Right the Wrong
- Mayte Garcia – Beiträge nicht definiert
- Michael Bland – Schlagzeug in Chaos and Disorder, Dinner with Delores, I Like It There, I Will, Into the Light, Right the Wrong, The Same December, Zannalee
- Michael Mac – Beiträge nicht definiert
- Morris Hayes Hayes – Keyboard in Chaos and Disorder, I Will, Into the Light, Right the Wrong, The Same December, Zannalee
- Ophélie Winter – Backing Vocals in Chaos and Disorder (Uncredited)
- Rosie Gaines – Backing Vocals in Chaos and Disorder, Dig U Better Dead, I Rock Therefore I Am, I Will, Into the Light
- Scrap D. – Rap in I Rock Therefore I Am
- Sonny Thompson – E-Bass in Chaos and Disorder, Dinner with Delores, I Like It There, I Will, Into the Light, The Same December, Right the Wrong, Zannalee
- Steppa Ranks – Rap in I Rock Therefore I Am
- Tommy Barbarella – Keyboard in Chaos and Disorder, I Will, Into the Light, Right the Wrong, The Same December, Zannalee

### Technisches Personal
- Prince – Mixing, Toningenieur
- Cesar Sogbe – Toningenieur
- David Friedlander – Toningenieur
- Femio Hernandez – Toningenieur
- Kirk Johnson – Mastering
- Ray Hahnfeldt – Toningenieur
- Shane T. Keller – Toningenieur
- Stephen Marcusson – Mastering
- Steve Durkee – Toningenieur
- Steve Parke – Artdirector, Fotografie

## Rezensionen
Die Kritiken fielen unterschiedlich aus; meist wurde Chaos and Disorder sehr positiv oder sehr negativ bewertet, beispielsweise schrieb die Chicago Sun-Times, das Album sei „Prince’ beste Leistung“ seit Purple Rain aus dem Jahr 1984. Dagegen meinte Jim Walsh von der US-Zeitung St. Paul Pioneer Press, Chaos and Disorder wirke „wie eine uninspirierte Sammlung von aufgewärmten Jamsessions, Skizzen, Bruchstücken und Überbleibseln.“ Die Website AOTY (Album of the Year) errechnete eine Durchschnittsbewertung von nur 54 %, basierend auf sieben Rezensionen englischsprachiger Medien.
Cheo Hodari Coker von der Los Angeles Times zeigte sich begeistert und gab mit vier Sternen die Höchstanzahl, was „Exzellent“ bedeutet. Chaos and Disorder bezeichnete er als „lebendigstes und ausgewogenstes Werk von Prince seit Jahren“. Indem er „die E-Gitarre wieder in den Mittelpunkt seines musikalischen Universums“ stelle und sich von „Drummachines der Tanzmusik verabschiedete“, habe Prince ein Album produziert, „das mit einer Wucht aus den Lautsprechern schallt, wie er es seit der Auflösung [1986] seiner Band The Revolution nicht mehr getan“ habe. I Like It There beschrieb Coker als „flott“, und Dinner with Delores als „Erzählung“, die „durch ihre Subtilität“ besteche. Das „schmissige“ Zannalee erhöhe „die Lautstärke und die Energie“. Aber „was alle Songs“ vereine, sei Prince’ „rauschende Gitarre“, zog Coker als Fazit.
Bernard Zuel von der The Sydney Morning Herald war ebenfalls begeistert und gab vier von fünf Sternen. Prince sei auf dem Album „so gut wie seit Jahren nicht mehr“ und lasse „es richtig krachen“. Gitarrenlastige Songs wie das Titelstück und I Like It There würden Alice in Chains „das Fürchten lehren“. Zudem enthalte das „entzückende“ Dinner with Delores eine Paul-McCartney-Basslinie, für die Oasis „ihr halbes Koks geben würden“. Den Song Right the Wrong beschrieb Zuel als „frechen, leichten Funk“, und I Rock, Therefore I Am als „funkadeligem Hip-Hop“, der „die Hälfte der R&B-Charts blutleer aussehen“ lasse. Chaos and Disorder sei das Album, „auf das wir seit Jahren gewartet haben“, denn alle Songs „sind kurz, knackig und mit Hooks gespickt“. Prince zeichne „ein sicheres Händchen“ für die Mischung aus Funk, Pop, Rock und Soul aus und vereine alles „in einem unwiderstehlichen Paket“.
Stephen Thomas Erlewine von AllMusic verteilte drei von fünf Sternen. Zwar zähle „keiner der Songs zu den großen Songs“ in Prince’ Musikkatalog, „aber das macht den Charme des Albums aus“. Chaos and Disorder klinge „so unmittelbar, als wären die Songs am selben Tag aufgenommen worden, an dem sie geschrieben wurden“, weswegen „eine Handvoll Wegwerf-Songs“ über dem gesamten Album „verstreut sind“. Trotzdem existierten aber „auch wunderbare Momente“ wie „die psychedelischen Zusammenstöße des Titeltracks“, der „Heavy Rock“ in I Like It There, „das wunderschöne“ Dinner with Delores, der „stotternde Jazzfunk“ in Dig U Better Dead sowie „das bissige“ Had U. Zudem sei I Rock, Therefore I Am eines „der besten und mitreißendsten Stücke des Albums“. Insgesamt betrachtet sei Chaos and Disorder „nicht Prince’ bestes oder wichtigstes Album“, aber es mache „wirklich Spaß, zuzuhören, vor allem, wenn man bereit ist, es als das zu akzeptieren, was es ist – eine Platte, die nichts anderes tut als zu rocken.“
Ernest Hardy vom US-Musikmagazin Rolling Stone war enttäuscht und verteilte nur zwei von fünf Sternen. Aufgrund der Covergestaltung sei man, „noch bevor man eine einzige Note hört“, auf „eine halbherzige Transaktion eines selbstmitleidigen Prominenten vorbereitet“. Das „ganze Album – seine Stimmung, sein Zweck und seine Wirkung“ – werde „in dem selbstverherrlichenden I Rock, Therefore I Am zusammengefasst“; Elemente aus der „sprichwörtlichen Küchenspüle – schmetternde Hörner, funkige stotternde Drums, Polizeisirenen, Toasting im Rap-Reggae-Stil – umklammern trotzige Liedtexte, die einen Hauch von sozialem Kommentar aufblitzen lassen, um das zu verschleiern, was im Wesentlichen eine Verhöhnung der Plattenfirma [Warner Bros. Records] durch (The Symbol)“ sei. Die Liedtexte „verwechseln das Persönliche gnadenlos mit dem Politischen“. Das Album „klingt bestenfalls wie eine Sammlung aufpolierter Demos. Aber noch öfter hat man den Eindruck, man hätte es mit einem Prince-Imitator zu tun – jemand, der alle typischen Bewegungen und Eigenheiten genau studiert, aber nichts Neues oder Eigenständiges zu sagen“ habe. Chaos and Disorder besitze den „Sound eines Mannes, der sich selbst schlecht“ wiederhole, meinte Hardy.
John Perry vom New Musical Express verteilte sogar nur zwei von zehn Punkten. Chaos and Disorder rieche „penetrant nach ‘Eau de Vertragsverpflichtung’“ und es existiere „nur formelhafter Unsinn“, die Songs überzeugten nicht; Zannalee bezeichnete er als „seelenlosen Synth-Blues“, und „im schlimmsten Fall – und davon gibt es reichlich – das weinerliche Meat-Loaf-Klavier“ in Into the Light. Den Song I Rock, Therefore I Am beschrieb Perry sogar als „entsetzlich“. Lediglich im „funkigen Titelstück“ mache Prince es richtig. Letztendlich habe das Album aber „den Sound von einem Mann, der zu viel Zeit und zu viele Namen hat, und der sein Talent direkt in den Abfluss, gekennzeichnet mit ‘Abfall’, spült. Gluck, gluck, gluck.“
Jim Farber von der Daily News gab keine Note, resümierte aber folgendes: „Die Frage ist doch: Geschah dies einfach deswegen, weil TAFKAP [The Artist Formerly Known As Prince] Warner eins auswischen wollte oder weil er endgültig völlig geisteskrank geworden ist?“

## Kommerzieller Erfolg

### Chartplatzierungen
| ChartsChartplatzierungen       | Höchstplatzierung | Wochen |
| ------------------------------ | ----------------- | ------ |
| Deutschland (GfK)              | 42 (8 Wo.)        | 8      |
| Österreich (Ö3)                | 17 (9 Wo.)        | 9      |
| Schweiz (IFPI)                 | 21 (9 Wo.)        | 9      |
| Vereinigtes Königreich (OCC)   | 14 (5 Wo.)        | 5      |
| Vereinigte Staaten (Billboard) | 26 (4 Wo.)        | 4      |

Die Singleauskopplung Dinner with Delores war nur in den britischen Charts zu finden, wo der Song lediglich Platz 36 erreichte.

### Musikverkäufe
Chaos and Disorder wurde weltweit weniger als 500.000 Mal verkauft, davon wurden in etwa 140.000 Exemplare in den USA abgesetzt. Damit war es das bis zum Jahr 2003 am wenigsten verkaufte Prince-Album in den USA.